# Basedowstraße 24, Klosterbergestraße 16 (Magdeburg)

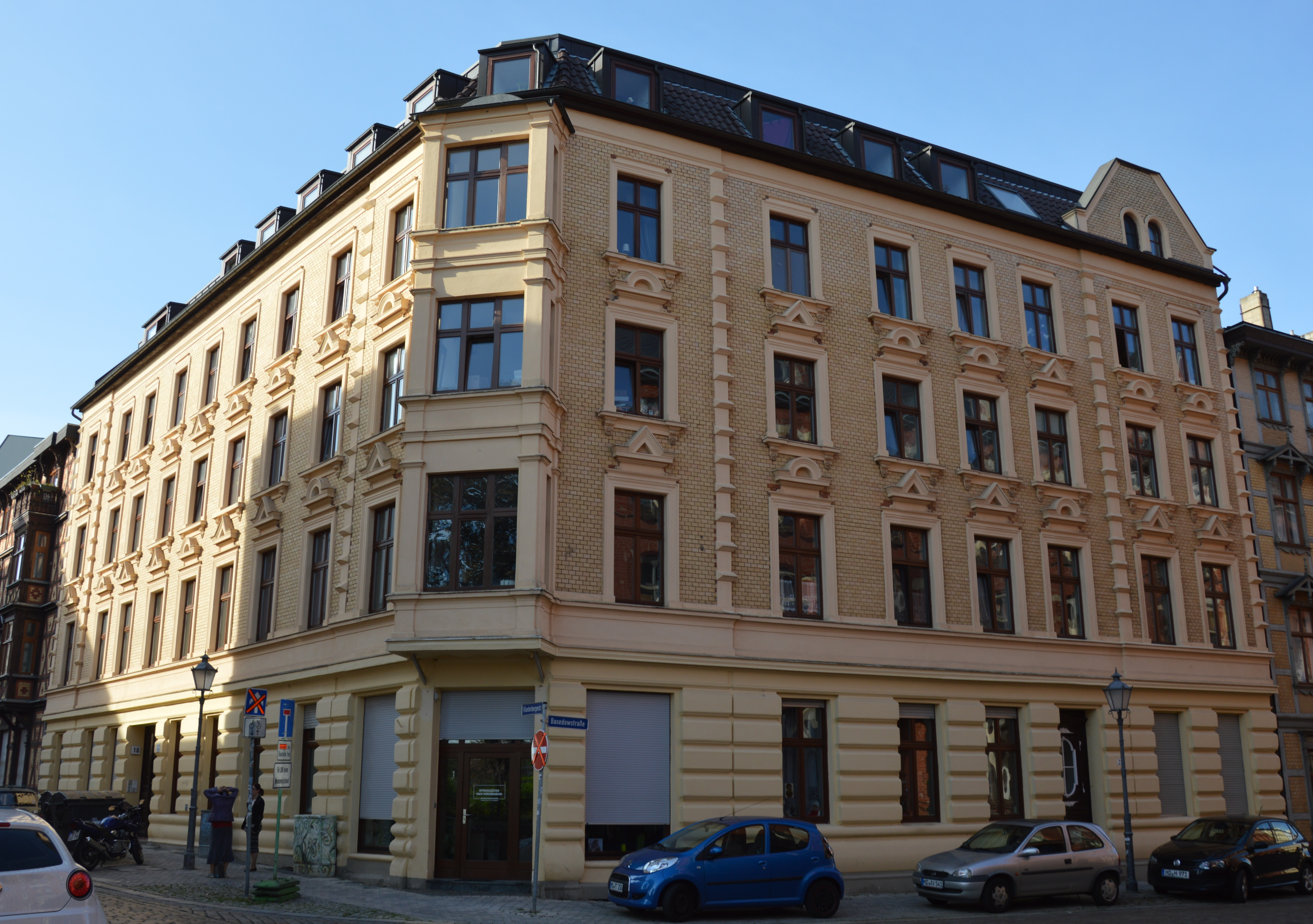
Basedowstraße 24, Klosterbergestraße 16

Das Haus Basedowstraße 24, Klosterbergestraße 16 ist ein denkmalgeschütztes Gebäude in Magdeburg in Sachsen-Anhalt.

## Lage
Es befindet sich in einer das Straßenbild prägenden Ecklage an der Einmündung der Basedowstraße auf die Klosterbergestraße im Magdeburger Stadtteil Buckau.

## Architektur und Geschichte
Das viergeschossige Wohnhaus entstand in der Zeit um 1890. Es ist aus Ziegelsteinen errichtet und als Doppelhaus mit separaten Eingängen sowohl von der Klosterberge- als auch von der Basedowstraße versehen. Die Ecklage ist mit einem Kastenerker besonders betont. Die Fassaden des Hauses sind im Stil der Neorenaissance gestaltet, wobei am Erdgeschoss eine Putzquaderung vorgenommen wurde.
Das Haus gilt als Teil des geschlossen erhaltenen aus der Gründerzeit stammenden umgebenden Straßenzuges als städtebaulich besonders bedeutsam.
Im örtlichen Denkmalverzeichnis ist das Wohnhaus unter der Erfassungsnummer 094 17778 als Baudenkmal verzeichnet. Vermutlich versehentlich wird das Haus darüber hinaus auch unter der Adresse Klosterbergestraße 16 mit der Erfassungsnummer 094 76905 geführt.